# テス川
テス川 (テスがわ、モンゴル語: Тэс гол,トゥバ語: Тес-Хем) とは、モンゴル国北西部及びロシア連邦トゥヴァ共和国を流れる河川。モンゴル語ではテス・ゴル、トゥヴァ語ではテス・ヘムと呼称される。

## 概要
テス川はモンゴル国フブスグル県のツァガーン・オール・ソムを源流とし、フブスグル県及びザブハン県を流れた後に北行してロシア領のトゥヴァ共和国南部を流れ、その後再びモンゴル国領に入ってウヴス・ヌールに流れ込む。また、テス川に架けられている橋にはフブスグル県の木製の橋や、ザブハン県バヤンテス・ソムのトゥヴァ共和国首都クズルへ向かう道の一部であるコンクリート製の橋などがある。
テス川流域は古くからトゥヴァ共和国領との繋がりが深く、モンゴル帝国が成立した13世紀にはともにオイラト部の領域にあった。15世紀、エセン・ハーンの下でオイラト部族連合は一時的にモンゴル高原を統一したが、エセンの死と同時にオイラトの支配は崩壊した。モンゴル年代記の一つ『シラ・トージ』によると、エセンの死後に即位したマルコルギス・ハーンは母親のサムル太后に連れられて「テス・ブルト(Tes Burutu)」でオイラト軍を撃ち破ったという。「テス・ブルト」とはテス川流域の何処かで、この時代においてもオイラト部の根拠地はテス川流域方面にあったものと推測されている。